# Карл Пройсль
Карл Пройсль (нім. Karl Proisl; 9 липня 1911, Трайзен, Австро-Угорщина — 2 грудня 1949, Белград, Югославія) — колишній австрійський спортсмен спринт-каноїст. Брав участь в міжнародних змаганнях в 1930 роках, а також змаганнях з веслування на байдарках і каное на літніх Олімпійських іграх 1936.

## Біографія
Карл Пройсль в 1936 році на літніх Олімпійських іграх в Берліні завоював дві медалі зі своїм партнером Рупертом Вайнштаблем, срібну медаль в дисципліні С-2 1000 м і бронзову медаль в дисципліні К-2 10000 м.
У 1938 році Пройсль також завоював дві медалі в змаганнях зі спринту на байдарках і каное на чемпіонаті світу в Ваксгольмі, включаючи золоту медаль в дисципліні С-2 1000 м і срібну медаль в дисципліні С-2 10000 м. Виступав за Німеччину, тому що вона до цього часу анексувала Австрію.
Пройсль виграв чемпіонати Німеччини з веслування на каное самостійно (більше 1000 метрів) з 1939 по 1941 рік, а також чемпіонати з веслування з партнером Вайнштаблем (більше 10000 метрів) в 1938, 1940 і 1941 роках.
За даними його рідний громади Трайзен, Карл Пройсль був гауптманом охоронної поліції під час Другої світової війни і помер в югославському полоні в 1949 році. За словами спортивного функціонера НДР Фолькера Клюге, Пройсль був засуджений югославським військовим трибуналом до страти і страчений.